# Малошестірнянська сільська рада
Ма́лошестірня́нська сільська́ ра́да — адміністративно-територіальна одиниця та орган місцевого самоврядування в Високопільському районі Херсонської області. Адміністративний центр — село Мала Шестірня.

## Загальні відомості
- Територія ради: 42,866 км²
- Населення ради: 795 осіб (станом на 2001 рік)

## Населені пункти
Сільській раді підпорядковані населені пункти:
- с. Мала Шестірня
- с. Новогригорівське
- с. Федорівка

## Склад ради
Рада складалася з 14 депутатів та голови.
- Голова ради: Чайковська Ольга Миколаївна
- Секретар ради: Ляшенко Наталя Анатоліївна

### Керівний склад попередніх скликань
| Прізвище, ім'я, по батькові | Основні відомості                                    | Дата обрання | Дата звільнення |
| --------------------------- | ---------------------------------------------------- | ------------ | --------------- |
| Коцур Ярослав Петрович      | Сільський голова, 1949 року народження, безпартійний | 26.03.2006   | 31.10.2010      |
| Чайковська Ольга Миколаївна | Сільський голова, 1960 року народження, освіта вища  | 31.10.2010   |                 |

Примітка: таблиця складена за даними сайту Верховної Ради України

### Депутати
За результатами місцевих виборів 2010 року депутатами ради стали:

#### За суб'єктами висування
| Суб'єкт висування                                       | Кількість обраних депутатів | %    |
| ------------------------------------------------------- | --------------------------- | ---- |
| Партія регіонів                                         | 9                           | 64,3 |
| Самовисування                                           | 2                           | 14,3 |
| Комуністична партія України                             | 1                           | 7,1  |
| Народна партія                                          | 1                           | 7,1  |
| Політична партія Всеукраїнське об'єднання «Батьківщина» | 1                           | 7,1  |

#### За округами
| № округу                                                | Прізвище, ім'я, по батькові    | Дата визнання обраним | Освіта             | Партійна приналежність                        | Відомості про обраного депутата                             |
| ------------------------------------------------------- | ------------------------------ | --------------------- | ------------------ | --------------------------------------------- | ----------------------------------------------------------- |
| Комуністична партія України                             |                                |                       |                    |                                               |                                                             |
| 12                                                      | Галик Олександр Григорович     | 12.11.2010            | середня            | член Комуністичної партії України             | тимчасово не працює                                         |
| Народна Партія                                          |                                |                       |                    |                                               |                                                             |
| 7                                                       | Ляшенко Наталя Анатоліївна     | 12.11.2010            | вища               | член Народної партії                          | Малошестірнянська сільська рада, секретар                   |
| Партія регіонів                                         |                                |                       |                    |                                               |                                                             |
| 2                                                       | Бацура Микола Миколайович      | 12.11.2010            | середня спеціальна | член Партії регіонів                          | тимчасово не працює                                         |
| 3                                                       | Колісник Володимир Тимофійович | 12.11.2010            | середня            | член Партії регіонів                          | Малошестірнянська загальноосвітня школа I-III ст., оператор |
| 4                                                       | Стадник Василь Миколайович     | 12.11.2010            | середня спеціальна | член Партії регіонів                          | Малошестірнянська сільська рада, водій                      |
| 6                                                       | Муляр Анатолій Васильович      | 12.11.2010            | середня спеціальна | член Партії регіонів                          | тимчасово не працює                                         |
| 8                                                       | Філіпчук Наталя Петрівна       | 12.11.2010            | середня            | член Партії регіонів                          | приватний підприємець                                       |
| 10                                                      | Швець Світлана Миколаївна      | 12.11.2010            | середня спеціальна | член Партії регіонів                          | Новогригорівський фельдшерсько-акушерський пункт, фельдшер  |
| 11                                                      | Тарасюк Оксана Миколаївна      | 12.11.2010            | середня спеціальна | член Партії регіонів                          | Малошестірнянська загальноосвітня школа 1-III ст., кухар    |
| 13                                                      | Нагорна Людмила Миколаївна     | 12.11.2010            | середня            | член Партії регіонів                          | тимчасово не працює                                         |
| 14                                                      | Циганок Галина Георгіївна      | 12.11.2010            | середня спеціальна | член Партії регіонів                          | тимчасово не працює                                         |
| Політична партія Всеукраїнське об'єднання «Батьківщина» |                                |                       |                    |                                               |                                                             |
| 9                                                       | Литвиненко Сергій Миколайович  | 12.11.2010            | середня спеціальна | член Всеукраїнського об'єднання «Батьківщина» | одноосібник                                                 |
| Самовисування                                           |                                |                       |                    |                                               |                                                             |
| 1                                                       | Бец Неля Григорівна            | 12.11.2010            | середня спеціальна | член Політичної партії «Наша Україна»         | Малошестірнянська загальноосвітня школа I-III ст., вчитель  |
| 5                                                       | Могильна Оксана Володимирівна  | 12.11.2010            | середня спеціальна | позапартійна                                  | Малошестірнянська загальноосвітня школа I-III ст., вчитель  |

## Населення
Згідно з переписом УРСР 1989 року чисельність наявного населення сільської ради становила 713 осіб, з яких 336 чоловіків та 377 жінок.
За переписом населення України 2001 року в сільській раді мешкало 789 осіб.

### Мова
Розподіл населення за рідною мовою за даними перепису 2001 року:
| Мова       | Відсоток |
| ---------- | -------- |
| українська | 98,11 %  |
| російська  | 1,89 %   |